# Mike Connors
Mike Connors (Fresno, 15 augustus 1925 – Tarzana, 26 januari 2017) was een Amerikaans acteur.

## Levensloop
Mike Connors werd geboren als Krekor Ohanian in een gezin van Armeense komaf in Fresno. Na zijn legerdienst tijdens de Tweede Wereldoorlog ging hij studeren aan de Universiteit van Californië in Los Angeles. Daar werd hij opgemerkt door de regisseur William A. Wellman. Hij maakte zijn acteerdebuut aan de zijde van Joan Crawford in de film Sudden Fear (1952). Zijn eerste grote filmrol speelde hij in de spektakelfilm The Ten Commandments (1956) van Cecil B. DeMille. Hij maakte naam in de filmindustrie als acteur in B-films en als een gastacteur in televisieseries. Bij het grote publiek werd Connors vooral bekend om zijn titelrol in de detectivereeks Mannix (1967-1975). Voor die rol won hij in 1970 een Golden Globe.
In 2007 speelde hij zijn laatste rol, in de sitcom Two and a Half Men had hij een gastrol.
Connors stierf op 91-jarige leeftijd aan de gevolgen van leukemie.

## Filmografie (selectie)
- 1952: Sudden Fear
- 1953: The 49th Man
- 1953: Sky Commando
- 1953: Island in the Sky
- 1954: Day of Triumph
- 1955: Five Guns West
- 1955: The Twinkle in God's Eye
- 1956: Day the World Ended
- 1956: Swamp Women
- 1956: Jaguar
- 1956: The Oklahoma Woman
- 1956: The Ten Commandments
- 1956: Shake, Rattle & Rock!
- 1956: Flesh and the Spur
- 1957: Voodoo Woman
- 1957: Live Fast, Die Young
- 1958: Suicide Battalion
- 1960: The Dalton That Got Away
- 1964: Panic Button
- 1964: Good Neighbor Sam
- 1964: Where Love Has Gone
- 1965: Harlow
- 1965: Situation Hopeless... But Not Serious
- 1966: Stagecoach
- 1966: Kiss the Girls and Make Them Die
- 1976: Revenge For A Rape
- 1979: Avalanche Express
- 1980: Nightkill
- 1985: Too Scared to Scream
- 1989: Fist Fighter
- 1984: Downtown Heat
- 1998: Gideon
- 2000: The Extreme Adventures of Super Dave
- 2003: Nobody Knows Anything!